# Austrian Volley League
Die Austrian Volley League ist die höchste Spielklasse im österreichischen Männer-Volleyballsport. Die Liga wird seit 1972 vom Österreichischen Volleyballverband (ÖVV) ausgetragen. Rekordmeister sind mit 18 Titeln die HotVolleys Volleyballteam.

## Modus und Ausrichtung
Die Liga steht in enger Kooperation mit der Mitteleuropäischen Volleyball-Liga (MEVZA). Die zwei besten österreichischen Vereine spielen in der europäischen Liga und steigen in der österreichischen Bundesliga erst in der Austrian Volley League der besten sechs Teams ein.
Die Liga ist in vier Spielphasen unterteilt:
- Grunddurchgang
- Meister-Playoff (K.o.-Phase ab Viertelfinale)
- U21-Bewerb

### Grunddurchgang
Die maximal zehn Teilnehmer, auch die zwei Volleyballmannschafen, die an der Mitteleuropäischen Volleyball-Liga (englisch Middle European Volleyball Zonal Association (MEVZA)), teilnehmen, spielen in einem Grunddurchgang in zwei Hin- und in einer Rückrunde um die Qualifikation der Play-off-Phase.

### Meister-Playoff
Die Viertelfinal- und Halbfinalspiele finden im best of five-Modus statt. Das Team mit der besseren Platzierung im Grunddurchgang hat im ersten Spiel Heimrecht, dann wechselt es bei jedem Spiel. Das Finale findet im best of seven-Modus statt und ist ansonsten regeltechnisch den Viertel- und Halbfinalspielen gleichzusetzen.
Eine Besonderheit in der Austrian Volley League ist, dass die Verlierer der Viertelfinalspiele die Plätze 5 bis 8 ausspielen. Die Mannschaften treten dabei analog zu den Halbfinalpaarungen an. Die zwei Gewinner der Serien spielen um den 5. Platz, während die Verlierer um den 7. Platz kämpfen.
Die Verlierer der Halbfinalspiele duellieren sich ebenso um Platz 3. Alle Spiele um Platz 3 bis 8 werden im best of three-Modus ausgetragen.

### Relegation
Aufgrund der geringen Teilnehmeranzahl der Austrian Volley League wird seit 2016/17 keine Relegation ausgetragen.

### U-21-Bewerb
Im U-21-Bewerb stellt jeder Verein eine Mannschaft aus Spielern, die für die U-21-Nationalmannschaft spielberechtigt sind, und maximal zwei Spielern die bis zu 23 Jahre alt sein dürfen. Die Mannschaften werden, in unter Berücksichtigung der geografischen Lage, in zwei Gruppen unterteilt. Die Gruppensieger und die Gruppenzweiten spielen dann in einem Final-Four-Turnier um den Sieg. Dieses Final-Four-Turnier findet meistens im Vorfeld des Cup-Final-Four statt.
Die Vorrundenspiele werden als Vorpartie zu den normalen Grunddurchgangs-Spielen der Bundesliga durchgeführt, dabei spielen immer die U-21-Mannschaften jener Teams, die im Anschluss das Bundesligaspiel bestreiten. Die Spiele der U-21-Mannschaften der Teams, die bei der MEVZA antreten, sind traditionell die Vorspiele der MEVZA-Grunddurchgang-Spiele.

## Österreichischer Volleymeister
Sieger der Wiener Meisterschaft (1953–1961)
| 1953: TJ Sokol X Wien 1954: TJ Sokol X Wien 1955: TJ Sokol X Wien | 1956: TJ Sokol X Wien 1957: ÖMV Olympia Wien 1958: ÖMV Vösendorf Wien | 1959: SC ÖMV Blau Gelb Wien 1960: SC ÖMV Blau Gelb Wien 1961: SC ÖMV Blau Gelb Wien |

Sieger der Bundesmeisterschaften (1962–1971)
| 1962: SC ÖMV Blau Gelb Wien 1963: SC ÖMV Blau Gelb Wien 1964: SC ÖMV Blau Gelb Wien 1965: SC ÖMV Blau Gelb Wien | 1966: SC ÖMV Blau Gelb Wien 1967: SC ÖMV Blau Gelb Wien 1968: TJ Sokol X Wien 1969: ESV Pradl Innsbruck | 1970: ESV Pradl Innsbruck 1971: ESV Pradl Innsbruck |

Sieger der Nationalliga bzw. Bundesliga (1972–2016)
| 1972: DTJ Wien 1973: DTJ Wien 1974: DTJ Wien 1975: DTJ Wien 1976: DTJ Wien 1977: DTJ Wien 1978: DTJ Wien 1979: DTJ Wien 1980: TJ Sokol V Wien 1981: Club A. Tyrolia Wien 1982: Post SV Wien 1983: Club A. Tyrolia Wien 1984: Club A. Tyrolia Wien 1985: Club A. Tyrolia Wien 1986: TJ Sokol V Wien | 1987: TJ MÖMA Sokol V Wien 1988: TJ MÖMA Sokol V Wien 1989: TJ MÖMA Sokol V Wien 1990: TJ MÖMA Sokol V Wien 1991: TJ Sokol V Wien 1992: Donaukraft Wien 1993: Donaukraft Wien 1994: Donaukraft Wien 1995: Paris Lodron Salzburg 1996: Donaukraft Wien 1997: Donaukraft Wien 1998: Donaukraft Wien 1999: Donaukraft Wien 2000: Bayernwerk hotVolleys 2001: e.on hotvolleys | 2002: Vienna hotVolleys 2003: Vienna hotVolleys 2004: Aon hotvolleys 2005: Hypo Tirol Volleyballteam 2006: Hypo Tirol Volleyballteam 2007: aon hotvolleys 2008: aon hotvolleys 2009: Hypo Tirol Volleyballteam 2010: Hypo Tirol Volleyballteam 2011: Hypo Tirol Volleyballteam 2012: Hypo Tirol Volleyballteam 2013: SK Posojilnica Aich/Dob 2014: Hypo Tirol Volleyballteam 2015: Hypo Tirol Volleyballteam 2016: Hypo Tirol Volleyballteam |

Sieger der Austrian Volley League (ab 2017)
| 2017: Hypo Tirol Volleyballteam 2018: SK Posojilnica Aich/Dob 2019: SK Posojilnica Aich/Dob 2021: UVC Graz | 2022: Union Volleyball Waldviertel 2023: Hypo Tirol Volleyballteam 2024: Hypo Tirol Volleyballteam |

## Liste der Titelträger ab 1972
18 Titel
HotVolleys Volleyballteam: 1981, 1983, 1984, 1985, 1992, 1993, 1994, 1996, 1997, 1998, 1999, 2000, 2001, 2002, 2003, 2004, 2007, 2008
Der Verein wurde unter Club A. Tyrolia Wien, Donaukraft Wien, Bayernwerk hotVolleys, e.on hotvolleys, Vienna hotvolleys und aon hotvolleys Meister.
12 Titel
Hypo Tirol Volleyballteam: 2005, 2006, 2009, 2010, 2011, 2012, 2014, 2015, 2016, 2017, 2023, 2024
8 Titel
DTJ Wien: 1972, 1973, 1974, 1975, 1976, 1977, 1978, 1979
7 Titel
TJ Sokol V Wien: 1980, 1986, 1987, 1988, 1989, 1990, 1991
Der Verein wurde unter TJ Sokol X Wien, TJ Sokol V Wien, TJ MÖMA Sokol V Wien und TJ Sokol V Wien Meister.
3 Titel
SK Posojilnica Aich/Dob: 2013, 2018, 2019
1 Titel
Paris Lodron Salzburg: 1995
Post SV Wien: 1982
UVC Graz: 2021
Union Volleyball Waldviertel: 2022